# Toró
Pour les articles homonymes, voir Francisco.
Rafael Ferreira Francisco, surnommé Toró, est un footballeur brésilien né le 13 avril 1986 à Rio de Janeiro. Il évolue au poste de milieu de terrain.

## Biographie
Toró joue plus de 100 matchs en première division brésilienne.
Il dispute également 13 matchs en Copa Libertadores (un but), et une rencontre en Copa Sudamericana.

## Palmarès
- Champion du Brésil en 2009 avec Flamengo
- Vainqueur de la Coupe du Brésil en 2006 avec Flamengo
- Vainqueur du Campeonato Carioca en 2007, 2008 et 2009 avec Flamengo
- Vainqueur de la Taça Guanabara en 2007 et 2008 avec Flamengo
- Vainqueur de la Taça Rio en 2009 avec Flamengo
- Vainqueur du Campeonato Goiano en 2016 avec l'Anápolis FC et en 2017 avec le Goiás EC